# Carboxylate réductase
La carboxylate réductase est une oxydoréductase qui catalyse la réaction :
aldéhyde + accepteur d'électrons + H2O  {\displaystyle \rightleftharpoons }  carboxylate + accepteur réduit.
L'accepteur d'électrons est un viologène. Cette enzyme semble exister sous deux formes : l'une, qui se lie à la Sépharose, possède une masse de 240 kDa, tandis que l'autre, qui ne se lie pas à la Sépharose, semble avoir une masse de 60 kDa.
La carboxylate réductase intervient dans le métabolisme du pyruvate. Elle utilise comme cofacteur le tungstène.